# Республика Соже
Республика Соже (фр. La République du Saugeais) — виртуальное государство, расположенное в восточной части Франции, в департаменте Ду. Республика состоит из 11 муниципалитетов, столица — Монбенуа. Общая площадь — 40 км².
В 1947 году префект департамента Ду прибыл в Монбенуа для участия в официальном мероприятии. Префект отобедал в Hotel De l’Abbaye в Монбенуа, который принадлежал Жоржу Порше. В шутку Порше спросил префекта: «У вас есть разрешение на въезд в Республику Соже?». Префект попросил предоставить ему подробную информацию о таинственной республике, которую Порше придумал на месте. Префект ответил назначением Порше президентом Свободной Республики Соже.
Жорж Порше умер в 1968 году, и его жена Габриэлла первоначально была его преемником на посту президента. Она ушла в отставку в 1970 году, но оставалась активной в Монбенуа, помогая приходскому священнику сохранить монастырь. Для сбора средств в 1972 году был организован фестиваль, во время которого Габриэлла Порше была избрана на основании единодушного одобрения президентом на всю жизнь.
Президент Габриэлла Порше назначает премьер-министра, генерального секретаря, двенадцать послов и более 300 почётных граждан. Песня, написанная на Langue Saugette, франкопровансальском диалекте, Жозефом Ботийоном в 1910 году, была принята в качестве национального гимна республики. Банкноты республики были выпущены в 1997 году, а французской почтовой службой La Poste издана почтовая марка, посвящённая республике, в 1987 году.
Габриэлла Порше умерла 31 августа 2005 года в возрасте 99 лет, и её дочь Жоржетта Бертен-Порше стала её преемником на посту президента.